# سرتب
سرتب (انگلیسی: Sûrtab) شرکت سخت‌افزار در هائیتی است، که در سال ۲۰۱۳ تأسیس شد.
سرتب یک شرکت فناوری هائیتی است که دفتر مرکزی آن در پورتو پرنس، هائیتی قرار دارد و سخت‌افزار کامپیوتر و لوازم الکترونیکی مصرفی، به ویژه تبلت‌ها را طراحی، توسعه و به فروش می‌رساند.